# Krzyże
Krzyże (niem. Kreuzofen) – wieś mazurska w Polsce, w sołectwie Krzyże, położona w województwie warmińsko-mazurskim, w powiecie piskim, w gminie Ruciane-Nida w kompleksie leśnym Puszczy Piskiej i nad Jeziorem Nidzkim. W latach 1975–1998 miejscowość administracyjnie należała do województwa suwalskiego.
Wieś powstała w 1706 r. jako osada szkatułowa zasiedlona przez Mazurów.
W 1948 r. podczas kajakowej podróży dopłynął tu Igor Newerly. Akcja jego powieści Archipelagu ludzi odzyskanych częściowo toczy się tutaj. W 1953 r. zamieszkał tu artysta plastyk Andrzej Strumiłło. Często przebywał we wsi pisarz Jerzy Putrament.